# Brownleea maculata
Brownleea maculata är en orkidéart som beskrevs av Phillip James Cribb. Brownleea maculata ingår i släktet Brownleea och familjen orkidéer. Inga underarter finns listade i Catalogue of Life.